# Dansa först
Dansa Först (Feel the Beat, titel utanför Sverige) är en svensk drama-komedi-dans-musik-film som är regisserad av Rikard Svensson. Filmen hade svensk biopremiär 26 juli 2018.

## Handling
När Adams fru Lisa går iväg för att dansa lindy hop, stannar han helst hemma och jobbar extra. Adam dansar helst inte och efter några år tillsammans börjar äktenskapet gå på rutin. När en allvarlig olycka drabbar Lisa hamnar hon i koma och samtidigt upptäcker Adam att Lisa varit otrogen med någon från dansklubben. Adam blir besatt av att ta reda på vad som har hänt och för att få svar måste han ta sig in i Lisas danskretsar. Det finns bara ett problem, han måste lära sig dansa först.

## Bakgrund
Rikard Svenssons långfilmsdebut är en romantisk resa genom Stockholm swingdansvärld. Det är en unik hyllning till lindy hop och swingmusik och innehåller över en timme nyskriven musikal och swingmusik, framfört av några av Sveriges främsta jazzmusiker. 
Med mycket låg budget och utan filmstöd, men med stort engagemang, har filmen lyckat ta sig från idé till distribution i hela Sverige. Detta mycket tack vare aktiva fans på sociala medier. 
Produktionen har delvis finansierats av Storytel, StoneGate Productions, Dan Nilssons Skogsentreprenad, Joseph Lahyani, Thorbjörn Sallén, John Agerholm, J.A.M Holding, Filmpool Nord och Region Gävleborg. 
Filmen distribueras som "Dansa Först" av TriArt inom Sverige och under titeln "Feel the Beat" av den danska filmdistributören LevelK utanför Sverige. 

## Om filmen
Dansa först har vistas i SVT 2019, 2020 och i december 2021.

## Rollista
| - Rikard Svensson - Adam - Anna Sise - Lisa - Hilderun Gorpe - Kjersti - Magnus Krepper - Art - Piotr Giro - Anders - Billie Kuhnke - Fia - Richard Sseruwagi - Morfar George - Chester A. Whitmore - Sig själv - Norma Miller - Sig själv - Lisbeth Andersson - Mormor - Mikaela Ramel - Lena - David Dalmo - Björn | - Gunnel Fred - Ninni - Håkan Walles - Doktor - Niklas Engdahl - Grannen Jocke - Jessica Pehrson - Sångerska - Kristina Rådström - Talpedagog - Martin Lima de Faria - Lindkvist - Linda Källgren - Driver - Beatrice Hennings - Sjuksköterska - Ida Widberg - Danslärare - Lea Ceder - MC-polis - Catrine Ljunggren - Danslärare |

## Dans
Ett flertal renommerade koreografer har koreograferat filmens många dansnummer.

### Koreografer
- Harlem Hot Shots
- Johanna Lindh
- Cynthia Kai från Broadway N.Y.
- Piotr Giro från Ultima Vez
- David Dalmo från Bounce
- Simon Ternsjö & Lisa Christiansson från MessAround
- Daniel Larsson
- Janne Portefée Jensen & Rikard Svensson

## Musik
All musik i filmen är nyskriven. Den är komponerad, inspelad och mixad av Joel Hilme och Felix Martinz. Svenska jazzstjärnskottet Isabella Lundgren, känd från bland annat Sveriges Radio, är med och sjunger flera av filmens ledmotiv. 
Filmens soundtrack är en hyllning till äldre musikaler, gammal filmmusik och tidig swingmusik såsom Duke Ellington.
Musikerna kommer bland annat från den kända swinginstitutionen Lönnkrogen i Scalateaterns källare.